# جونداي (فلم)
جونداي أو الخارجون عن القانون, (بالإنجليزية: Outlaws or Goons), (بالهندية: गुंडे), (بالأبجدية اللاتينية: Gunday), فيلم جريمة وإثارة هندي. من إنتاج أديتيا شوبرا, وتأليف وإخراج علي عباس ظفر، وبطولة كُلٍ مِن أرجون كابور ورانفير سينغ وبريانكا تشوبرا وعرفان خان.
صدر الفيلم في 14 فبراير، 2014. وقد كان بِنسختين واحدة بِاللغة الهندية والأُخرى بِاللغة البنغالية. تولى الموسيقي سُهيل سين تلحين وغِناء أغاني الفيلم ما عدى بعض أغاني النسخة البنغالية.

## قصة الفيلم
وسط فترة الاضطرابات الضخمة والفوضى الشديدة التي مرت بها كلكتا أثناء فترة السبعينيات، يتربى الصبيان بيكرام (رانفير سينغ) وبالا (أرجون كابور) بعيداً عن أية قيم أو عادات أخلاقية.
يتطور الصبيان بيكرام وبالا بسرعة من كونهما مراهقان يعتبرهما الجميع من لصوص الفحم الصغار حتى يتمكنان من القيام بتنفيذ عمليات اقتحام وسرقة للعربات المسافرة.
يكبر بيكرام وبالا وتزداد خبراتهما في عالم الجريمة مع مرور الأعوام حتى يصبحان من أقوى وأهم الرجال في مافيا السوق السوداء للبضائع المهربة والغير شرعية.
لكن ظهرت فجاة فتاة تدعى بنانديتا قابلاها بيكرام وبالا عندما كانا يبرمان صفقة وقع الاثنان في حب نانديتا (بريانكا تشوبرا) لكنها اختارت بيكرام كحبيب لها وهذا ما جعل الصديقان يفترقان ويصبحان كالأعداء لكن كشفا أنَّ نانديتا شرطية تعمل لصالح القانون. أما بيكرام وبالا فهما ضد القانون تمكن الصديقان من البقاء سوياً والمحافظة على صداقتهما عبر السنوات حتى أصبحت قصتهما أسطورة من أساطير المدينة وأطلق عليهما أهالي كلكتا لقب الجونداي وعندما علموا بأمر نانديتا حدثت بينها وبين عرفان خان والشرطة مطاردة كبيرة انتهت بموتهما.

## روابط خارجية
- مقالات تستعمل روابط فنية بلا صلة مع ويكي بيانات